# Europawahl 1994
Die Europawahl 1994 war die vierte Europawahl zum Europäischen Parlament in der Geschichte der EU und fand vom 9. bis 12. Juni 1994 statt. Stärkste Fraktion wurde die Sozialdemokratische Partei Europas.

## Sitzverteilung
| Fraktion                       | Fraktion                                                   | Richtung                       | Mandate   | % Mandate | +/-   |
| ------------------------------ | ---------------------------------------------------------- | ------------------------------ | --------- | --------- | ----- |
|                                | Sozialistische Fraktion                                    | Sozialisten, Sozialdemokraten  | 198 / 567 | 34,9      | ▬     |
|                                | Fraktion der Europäischen Volkspartei                      | Christdemokraten, Konservative | 156 / 567 | 27,5      | ▼6    |
|                                | Liberale und Demokratische Fraktion                        | Liberale                       | 44 / 567  | 7,8       | ▼1    |
|                                | Die Linke im Europäischen Parlament – GUE/NGL              | Kommunisten, Linke             | 28 / 567  | 4,9       | Neu a |
|                                | Forza Europa                                               | Liberale, Christdemokraten     | 27 / 567  | 4,8       | Neu   |
|                                | Fraktion der Sammlungsbewegung der Europäischen Demokraten | Gaullisten, Konservative       | 26 / 567  | 4,6       | ▼6    |
|                                | Fraktion Die Grünen                                        | Grüne                          | 23 / 567  | 4,1       | ▼4    |
|                                | Fraktion der Radikalen Europäischen Allianz                | Regionalisten, Radikalliberale | 19 / 567  | 3,4       | ▲5 b  |
|                                | Europa der Nationen                                        | EU-Skeptiker, Konservative     | 19 / 567  | 3,4       | Neu   |
|                                | Fraktionslose                                              | –                              | 27 / 567  | 4,8       | ▬     |
|                                |                                                            |                                |           |           |       |
| Quelle: Europäisches Parlament |                                                            |                                |           |           |       |

Gewinne/Verluste im Vergleich zum Ende der vorherigen Legislaturperiode.

### Sitzverteilung nach Ländern und Parteien
| Land                   | Detail   | Fraktionen    | Fraktionen            | Fraktionen        | Fraktionen  | Fraktionen | Fraktionen | Fraktionen       | Fraktionen | Fraktionen      | Fraktionen   | Gesamt |
| Land                   | Detail   | SOZ           | EVP                   | ELDR              | GUE         | FE         | RDE        | Grüne            | ARE        | EN              | NI           | Gesamt |
| ---------------------- | -------- | ------------- | --------------------- | ----------------- | ----------- | ---------- | ---------- | ---------------- | ---------- | --------------- | ------------ | ------ |
| Belgien                | Ergebnis | 3 PS 3 SP     | 4 CVP 2 PSC 1 CSP     | 3 VLD 2 PRL 1 FDF |             |            |            | 1 Ecolo 1 AGALEV | 1 VU       |                 | 2 VB 1 FN    | 25     |
| Deutschland            | Ergebnis | 40 SPD        | 39 CDU 8 CSU          |                   |             |            |            | 12 Grüne         |            |                 |              | 99     |
| Dänemark               | Ergebnis | 3 S           | 3 KF                  | 4 V 1 RV          |             |            |            | 1 SF             |            | 2 J 2 FB mod EF |              | 16     |
| Frankreich             | Ergebnis | 15 PS         | 13 UDF                | 1 UDF             | 7 PCF       |            | 14 RPR     |                  | 13 MRG     | 13 UDF          | 11 FN        | 87     |
| Griechenland           | Ergebnis | 10 PASOK      | 9 ND                  |                   | 2 KKE 2 SYN |            | 2 POLAN    |                  |            |                 |              | 25     |
| Irland                 | Ergebnis | 1 LAB         | 4 FG                  | 1 Unabh.          |             |            | 7 FF       | 2 GP             |            |                 |              | 15     |
| Italien                | Ergebnis | 16 PDS 2 PSI  | 8 PPI 3 PS 1 SVP      | 6 LN 1 PRI        | 5 PRC       | 27 FI      |            | 3 FdV 1 Rete     | 2 LP       |                 | 11 AN 1 PSDI | 87     |
| Luxemburg              | Ergebnis | 2 LSAP        | 2 CSV                 | 1 DP              |             |            |            | 1 Gréng          |            |                 |              | 6      |
| Niederlande            | Ergebnis | 8 PvdA        | 10 CDA                | 6 VVD 4 D66       |             |            |            | 1 GL             |            | 1 SGP 1 GPV     |              | 31     |
| Portugal               | Ergebnis | 10 PS         |                       | 9 PSD             | 3 PCP a     |            | 3 CDS–PP   |                  |            |                 |              | 25     |
| Spanien                | Ergebnis | 22 PSOE       | 28 PP 1 UDC b 1 EAJ c | 2 CDC b           | 9 IU        |            |            |                  | 1 CC c     |                 |              | 64     |
| Vereinigtes Königreich | Ergebnis | 62 LAB 1 SDLP | 18 CON 1 UUP          | 2 LD              |             |            |            |                  | 2 SNP      |                 | 1 DUP        | 87     |

## Ergebnisse in den einzelnen Ländern

Zusammensetzung der Delegationen der einzelnen Mitgliedstaaten nach den Wahlen

### Deutschland
| Partei | Partei                                  | Fraktion                                                 | Sitze | %    |
| ------ | --------------------------------------- | -------------------------------------------------------- | ----- | ---- |
|        | Sozialdemokratische Partei Deutschlands | Sozialdemokratische Partei Europas                       | 40    | 32,2 |
|        | Christlich-Demokratische Union          | Fraktion der Europäischen Volkspartei (Christdemokraten) | 39    | 32,0 |
|        | Bündnis 90/Die Grünen                   | Die Grünen                                               | 12    | 10,1 |
|        | Christlich-Soziale Union                | Fraktion der Europäischen Volkspartei (Christdemokraten) | 8     | 6,8  |
|        | Partei des Demokratischen Sozialismus   | –                                                        | 0     | 4,7  |
|        | Freie Demokratische Partei              | –                                                        | 0     | 4,1  |
|        | Die Republikaner                        | –                                                        | 0     | 3,9  |
|        | Sonstige Parteien                       | –                                                        | 0     | 6,3  |

## Wahlrecht für EU-Ausländer
Die Europawahl 1994 war die erste Wahl zum Europäischen Parlament nach Inkrafttreten des am 7. Februar 1992 unterzeichneten Vertrags von Maastricht. Gemäß Art. 22 Abs. 2 AEUV (vormals Art. 19 Abs. 2 EGV) konnten daher alle Unionsbürger wählen, ob sie ihr aktives und passives Wahlrecht in ihrem Heimat- oder in ihrem Wohnsitzstaat ausüben. Die Einzelheiten der Ausübung des Wahlrechts bei den Europawahlen für Unionsbürger mit Wohnsitz in einem Mitgliedstaat, dessen Staatsangehörigkeit sie nicht besitzen, war durch die Richtlinie 93/109/EG des Rates vom 6. Dezember 1993 geregelt worden. Die Berechtigung ist ein Ausfluss der durch den Maastricht-Vertrag eingeführten europäischen Freizügigkeit für Unionsbürger nach Art. 21 AEUV und Artikel 45 der EU-Grundrechtecharta. Aufgrund dessen konnten beispielsweise in Deutschland lebende EU-Ausländer bei der Europawahl am 12. Juni 1994 erstmals an der Wahl der deutschen Vertreter im Europäischen Parlament teilnehmen.